# كرايغ فاولر
كرايغ فاولر (بالإنجليزية: Craig Fuller)‏ هو عازف قيثارة وموسيقي ومغني أمريكي، ولد في 18 يوليو 1949 في سينسيناتي في الولايات المتحدة.

## وصلات خارجية
- كرايغ فاولر على موقع ميوزك برينز (الإنجليزية)
- كرايغ فاولر على موقع أول ميوزيك (الإنجليزية)
- كرايغ فاولر على موقع ديسكوغز (الإنجليزية)